# Gmina Hirtshals
Gmina Hirtshals (duń. Hirtshals Kommune) – istniejąca w latach 1970–2006 gmina w Danii w okręgu północnej Jutlandii (Nordjyllands Amt). Siedzibą władz gminy było miasto Hirtshals. Gmina Hirtshals została utworzona 1 kwietnia 1970 na mocy reformy podziału administracyjnego Danii.
Po kolejnej reformie administracyjnej w roku 2007 weszła w skład nowej gminy Hjørring.

## Dane liczbowe
- Liczba ludności: (♀ 7068 + ♂ 7020) = 14 088
  - wiek 0–6: 7,7%
  - wiek 7–16: 14,4%
  - wiek 17–66: 63,5%
  - wiek 67+: 14,4%
- zagęszczenie ludności: 72,2 osób/km²
- bezrobocie: 8,8% osób w wieku 17–66 lat
- cudzoziemcy z UE, Skandynawii i USA: 157 na 10 000 osób
- cudzoziemcy z krajów Trzeciego Świata: 167 na 10 000 osób
- liczba szkół podstawowych: 6 (liczba klas: 95)

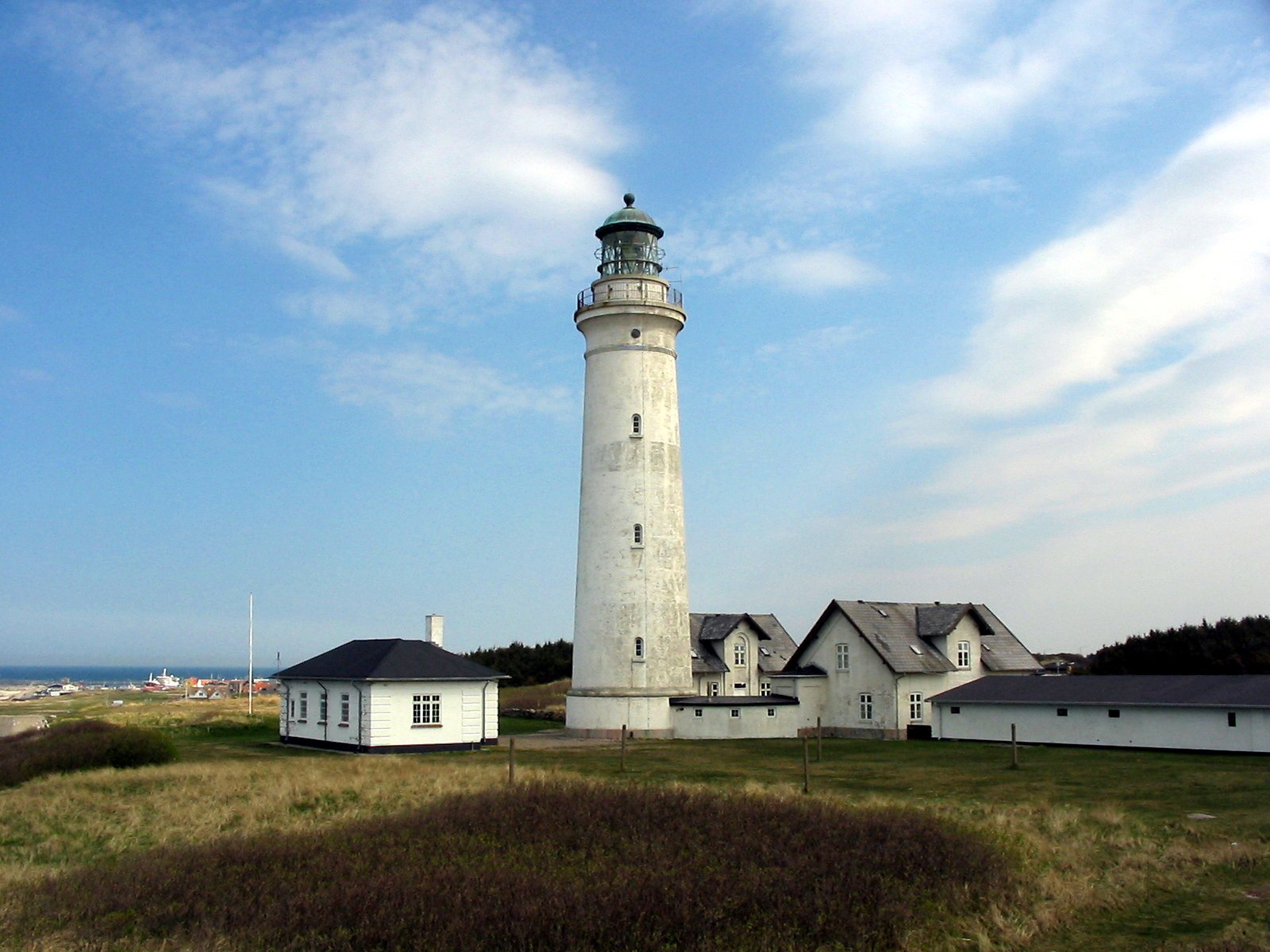
latarnia morska w Hirtshals, siedzibie gminy